# Лук Кејџ (ТВ серија)
Лук Кејџ (енгл. Luke Cage) америчка је веб-серијa коју је за Нетфликс креирао Шео Ходари Кокер, заснована истоименом лику из Марвелових стрипова. Радња је смештена у Марвелов филмски универзум, дели стварност са филмовима из те франшизе и трећа је серија из низа серија које воде ка кросовер серији Бранитељи.
Мајк Колтер глуми Лука Кејџа, бившег затвореника са надљудском снагом и непробојном кожом који се бори против криминала и корупције. У серији се појављују Симон Мисик као Мисти Најт - њујоршка полицајка са снажним нагоном за правду, Росарио Досон као Клер Темпл - болничарка која спашава живот Кејџу у серији Џесика Џоунс, када се њихови животи сударе, те Алфри Вулард као Мараја Дилард - локална корумпирана политичарка.
Серија је снимана у Њујорку, настојећи да се дочара јединствена култура и атмосфера Харлема. Све епизоде прве сезоне имале су премијеру 30. септембра 2016. године. Наишле су на позитивне критике. Децембра 2016. године, Нетфликс је обновио серију за другу сезону, која је изашла 22. јуна 2018. године.

## Радња
Када му неуспели експеримент подари надљудску снагу и непробојну кожу, Лук Кејџ постаје бегунац који покушава да поново изгради свој живот у Харлему, али се убрзо суочава са својом прошлошћу у бици за срце Њујорка. Након што очисти своје име, Кејџ постаје херој у Харлему, али убрзо упада у невољу која доводи на границу између хероја и зликовца.

## Улоге
| Глумац           | Улога                       |
| ---------------- | --------------------------- |
| Мајк Колтер      | Лук Кејџ                    |
| Махершала Али    | Корнел "Памукоусти" Строукс |
| Симон Мисик      | Мисти Најт                  |
| Тео Роси         | Хернан "Шејдс" Алварез      |
| Ерик Лареј Харви | Вилис Страјкер/Дајмондбек   |
| Росарио Досон    | Клер Темпл                  |
| Алфри Вудард     | Мараја Дилард               |
| Мустафа Шакир    | Џон Меклвер                 |

## Епизоде

### Сезона 1 (2016)
| Број епизоде | Број епизоде у сезони | Оригинални наслов              | Датум објаве        |
| ------------ | --------------------- | ------------------------------ | ------------------- |
| 1            | 1                     | "Moment of Truth"              | 30. септембар 2016. |
| 2            | 2                     | "Code of the Streets"          | 30. септембар 2016. |
| 3            | 3                     | "Who's Gonna Take the Weight?" | 30. септембар 2016. |
| 4            | 4                     | "Step in the Arena"            | 30. септембар 2016. |
| 5            | 5                     | "Just to Get a Rep"            | 30. септембар 2016. |
| 6            | 6                     | "Suckas Need Bodyguards"       | 30. септембар 2016. |
| 7            | 7                     | "Manifest"                     | 30. септембар 2016. |
| 8            | 8                     | "Blowin' Up the Spot"          | 30. септембар 2016. |
| 9            | 9                     | "DWYCK"                        | 30. септембар 2016. |
| 10           | 10                    | "Take It Personal"             | 30. септембар 2016. |
| 11           | 11                    | "Now You're Mine"              | 30. септембар 2016. |
| 12           | 12                    | "Soliloquy of Chaos"           | 30. септембар 2016. |
| 13           | 13                    | "You Know My Steez"            | 30. септембар 2016. |

### Сезона 2 (2018)
| Број епизоде | Број епизоде у сезони | Оригинални наслов                   | Датум објаве  |
| ------------ | --------------------- | ----------------------------------- | ------------- |
| 14           | 1                     | "Soul Brother #1"                   | 22. јун 2018. |
| 15           | 2                     | "Straighten It Out"                 | 22. јун 2018. |
| 16           | 3                     | "Wig Out"                           | 22. јун 2018. |
| 17           | 4                     | "I Get Physical"                    | 22. јун 2018. |
| 18           | 5                     | "All Souled Out"                    | 22. јун 2018. |
| 19           | 6                     | "The Basement"                      | 22. јун 2018. |
| 20           | 7                     | "On and On"                         | 22. јун 2018. |
| 21           | 8                     | "If It Ain't Rough, It Ain't Right" | 22. јун 2018. |
| 22           | 9                     | "For Pete's Sake"                   | 22. јун 2018. |
| 23           | 10                    | "The Main Ingredient"               | 22. јун 2018. |
| 24           | 11                    | "The Creator"                       | 22. јун 2018. |
| 25           | 12                    | "Can't Front On Me"                 | 22. јун 2018. |
| 26           | 13                    | "They Reminisce Over You"           | 22. јун 2018. |